# المرأة المسلسلة V
المرأة المسلسة V هي مجرة قزمة كروية تبعد حوالي 2.52 مليون سنة ضوئية تقع في كوكبة المرأة المسلسلة.
تم اكتشافها من قبل أرماندروف وآخرون. ونشرت في عام 1998 بعد تحليلها للنسخة الرقمية من مرصد بالومار الثاني.
إن معدنية (فلك) أندروميدا V هي أعلى من فوق متوسط المعدن لنسبة اللمعان للمجرات القزمة المحلية.

## وصلات خارجية
- المرأة المسلسلة V على موقع ويكي سكاي: DSS2, SDSS, GALEX, IRAS, Hydrogen α, X-Ray, Astrophoto, Sky Map, Articles and images